# FMやんばる
株式会社FMやんばるは、沖縄県名護市の一部および、本部町、金武町、恩納村、今帰仁村、宜野座村の一部を放送区域として超短波放送（FM放送）を実施している特定地上基幹放送事業者である。
社名と同じFMやんばるの愛称でコミュニティ放送を行っている。

## 概要
2012年1月22日開局。
当初の構想では、社名および愛称は所在地名の「FMなご」とする予定であったが、「やんばる中から人が集まる場所」という意味を込めて「FMやんばる」とした。
開局当初は中心市街地の城地区にある酒販店の一部を改装し本社兼公開スタジオとして使用したが、2021年5月に宮里の南西ビルに移転した。
放送番組の一部は、TwitCasting（当初はUstream）でスタジオ内の映像とともに同時配信を行っている。著作権処理の関係で音楽が流せないなどの課題があったが、2020年にListenRadio（リスラジ）でのインターネットサイマル配信を開始し、全番組の同時配信を達成した。

### 沿革
- 2010年（平成22年）12月24日 - 株式会社エフエムやんばる設立[1]
- 2011年（平成23年）9月5日 - 放送局（現特定地上基幹放送局）の予備免許取得[6]
- 2012年（平成24年）
  - 1月20日 - 放送局の免許取得[3]
  - 1月22日 - 開局[3]
- 2020年（令和2年）11月14日 - 18時00分より、ListenRadioでのインターネットサイマル放送を開始[5]
- 2021年（令和3年）5月26日 - 宮里1丁目の南西ビルに移転
- 2022年（令和4年）
  - 7月27日 - 周波数変更による試験電波発射のためラジオ放送停波[7]。
  - 8月7日 - 19時00分より、周波数を77.6MHzから87.7MHzへ変更しラジオ放送再開[8]。多野岳に新中継局を設け放送エリアを名護市内全域と周辺自治体の今帰仁村・宜野座村・大宜味村・本部町の一部に拡大[2]。

## 編成
放送時間は8時00分 - 翌日00時00分。自社制作番組および購入番組のほかは、音楽を放送。

### 主な自社制作番組
（2025年5月現在）
- あけみおモーニングタイム（月 - 金 9時00分 - 10時00分）
- やんばる歌の会（月 - 金 11時00分 - 12時00分）
- あじまあステーション（月 - 金 12時00分 - 13時00分）
- L∞M Radio ～ビジネス対談～（月 - 金 14時00分 - 15時00分）
- 沖縄タイムス先聞き（月 - 金 17時30分 - 18時00分）
- 北と南のいちゃりばちょーでー〜名護・滝川・北広島〜（木 18時00分 - 19時00分、FM G'Sky・FMメイプルにもネット）